# Pogoń Prudnik (hokej na lodzie)
Pogoń Prudnik – sekcja hokeja na lodzie klubu sportowego Pogoń Prudnik. Założona w 1947, rozwiązana w 1969. Uczestniczyła w rozgrywkach na trzecim poziomie ligowym.

## Historia
Sekcja hokeja na lodzie Pogoni Prudnik powstała 15 stycznia 1947 z inicjatywy Karola Witnera. Pierwszymi hokeistami klubu byli: Wincenty Kołodziej, Andrzej Wojs, Andrzej Ligęza, Julian Wołoszyński, Jan Rosik, Roman Kowalski, Marian Skawiński, Świerczewski, Ernest Wieczorek. Grającym kierownikiem drużyny był Antoni Jaroszewski, a kierownikiem sekcji przy zarządzie klubu Bernard Kolbielusz. Część zawodników stanowili piłkarze Pogoni.
Drużyna rozegrała swój pierwszy mecz 14 lutego 1947 w Opolu przeciwko Odrze Opole, przegrywając 2:9. W meczu rewanżowym Pogoń ponownie uległa Odrze, tym razem 2:5. W 1951 Pogoń Prudnik zajęła piąte miejsce na sześć w Mistrzostwach Polski Włókniarzy w Łodzi, w których rywalizowała m.in. z Włókniarzem Zgierz. 19 grudnia 1952 Pogoń przegrała mecz towarzyski z Odrą Opole 3:15.
Do rozgrywek zorganizowanej w 1954 ligi wojewódzkiej zgłosiło się sześć zespołów: Odra II Opole, Chemik Kędzierzyn, Pogoń Prudnik, Stal Zawadzkie, KKS Kluczbork i Zryw Sławięcice. Był to wówczas trzeci poziom ligowy w Polsce. Sekcja hokejowa Pogoni Prudnik liczyła wówczas 12 zawodników. Na zakończenie sezonu Pogoń plasowała się na drugim miejscu w tabeli ligowej.

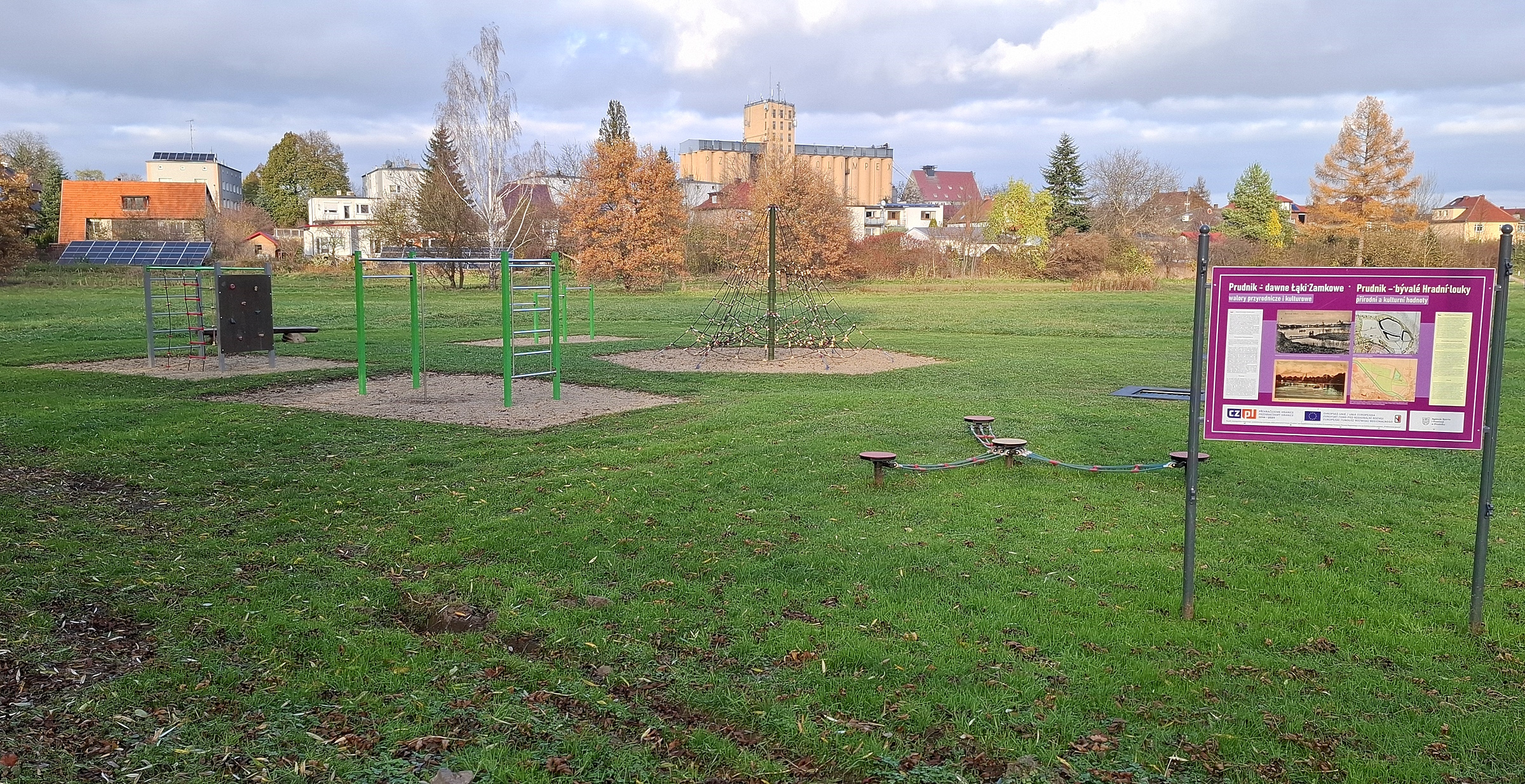
Plac zabaw przy ul. Mieszka I w miejscu, gdzie znajdował się staw i lodowisko

W 1955 kierownikiem sekcji został Julian Wołoszyński. Hokej cieszył się popularnością wśród młodzieży w Prudniku. Zawodnicy co roku przygotowywali lodowisko na stawie w sąsiedztwie Stadionu Miejskiego. Nie zachowały się wyniki rozgrywek w sezonach 1957/1958, 1958/1959 i 1959/1960. W 1960 rozgrywki Okręgu Opolskiego zostały podzielony na dwie klasy rozgrywkowe. Pogoń Prudnik znalazła się w lidze okręgowej, nazywanej też klasą A. Wzięła udział w turnieju o puchar Opolskiego Okręgowego Związku Hokeja na Lodzie 10 grudnia 1961 na Toropolu, zajmując w nim czwarte miejsce.
Sezon 1961/1962 Pogoń zakończyła na ostatnim miejscu w tabeli klasy A. W 1963 z inicjatywy Zdzisława Jamuły wybudowano przy Stadionie Miejskim naturalne lodowisko o podłożu betonowym. Ostatnie miejsce w tabeli ligowej hokeiści Pogoni zajmowali także w sezonach 1963, 1964. Nie przystąpili do rozgrywek ligowych w sezonie 1964/1965. Wystąpili za to w rozgrywkach o puchar Okręgowego Związku Hokeja w Opolu.
Pomimo problemów organizacyjno-kadrowych w 1965, Pogoń Prudnik przystąpiła do rywalizacji w lidze okręgowej i o puchar OZHL Opole. W tymże roku sekcja zdobyła mistrzostwo Opolszczyzny juniorów. Wśród ośmiu zespołów grających w lidze w sezonie 1965/1966, Pogoń zajęła szóste miejsce w tabeli. W sezonie 1966/1967 ulokowała się na ostatnim miejscu w lidze opolsko-wrocławskiej. Po pierwszej rundzie rozgrywek sezonu 1967/1978 Pogoń zajmowała trzecie miejsce w tabeli na sześć zespołów. Ostatecznie sezon zakończyła na piątym miejscu.
W sekcji trenowali także łyżwiarze figurowi. Swoje ostatnie mecze hokejowe Pogoń Prudnik rozegrała w sezonie 1968/1969. Po zakończeniu sezonu OZHL Opole zaprzestał prowadzenia rozgrywek ligowych w województwie opolskim.
Jednym z zawodników klubu był Stanisław Szozda.